# Liste du patrimoine mondial au Sénégal
Cet article recense les sites inscrits au patrimoine mondial au Sénégal.

## Statistiques
Le Sénégal ratifie la Convention pour la protection du patrimoine mondial, culturel et naturel le 13 février 1976. Le premier site protégé est inscrit en 1978.
En 2013, le Sénégal compte 7 sites inscrits au patrimoine mondial, 5 culturels et 2 naturels. 
Le pays a également soumis 8 sites à la liste indicative, 6 culturels et 2 mixtes.

## Listes

### Patrimoine mondial
Les sites suivants sont inscrits au patrimoine mondial.
| Site                                                     | Région                | Type                       | Date | Superficie (ha) | Lien | Notes                               | Coordonnées                         | Illus. |
| -------------------------------------------------------- | --------------------- | -------------------------- | ---- | --------------- | ---- | ----------------------------------- | ----------------------------------- | ------ |
| Cercles mégalithiques de Sénégambie                      | Kaolack               | Culturel, (i), (iii)       | 2006 | 9,85            | 1226 | Site transfrontalier avec la Gambie | 13° 41′ 28″ nord, 15° 31′ 23″ ouest |        |
| Parc national du delta du Saloum                         |                       | Culturel, (iii), (iv), (v) | 2011 | 145 811         | 1359 |                                     | 13° 50′ 06″ nord, 16° 29′ 56″ ouest |        |
| Île de Gorée                                             | Dakar                 | Culturel, (vi)             | 1978 |                 | 26   |                                     | 14° 40′ 01″ nord, 17° 24′ 04″ ouest |        |
| Île de Saint-Louis                                       | Saint-Louis           | Culturel, (ii), (iv)       | 2000 |                 | 956  |                                     | 16° 01′ 41″ nord, 16° 30′ 14″ ouest |        |
| Pays bassari : paysages culturels bassari, peul et bédik | Kédougou              | Culturel, (iii), (v), (vi) | 2012 | 50 309          | 1407 |                                     | 12° 35′ 35″ nord, 12° 50′ 46″ ouest |        |
| Parc national des oiseaux du Djoudj                      | Saint-Louis           | Naturel, (vii), (x)        | 1981 | 16 000          | 25   |                                     | 16° 30′ 00″ nord, 16° 10′ 01″ ouest |        |
| Parc national du Niokolo-Koba                            | Kédougou, Tambacounda | Naturel, (x)               | 1981 | 913 000         | 153  | En péril                            | 13° 04′ 01″ nord, 12° 43′ 01″ ouest |        |

### Liste indicative
Les sites suivants sont inscrits sur la liste indicative.
| Site                                                                              | Région                          | Type     | Date | Superficie (ha) | Lien | Notes | Coordonnées                         | Illus. |
| --------------------------------------------------------------------------------- | ------------------------------- | -------- | ---- | --------------- | ---- | ----- | ----------------------------------- | ------ |
| Architecture rurale de Basse-Casamance : Les cases à impluvium du royaume Bandial | Ziguinchor                      | Culturel | 2005 |                 | 2076 |       | 12° 34′ 44″ nord, 16° 16′ 55″ ouest |        |
| L'Aéropostale                                                                     |                                 | Culturel | 2005 |                 | 2072 |       | 16° 01′ 05″ nord, 16° 29′ 24″ ouest |        |
| Le vieux Rufisque                                                                 | Dakar                           | Culturel | 2005 |                 | 2081 |       | 14° 41′ 02″ nord, 17° 11′ 13″ ouest |        |
| Les escales du fleuve Sénégal                                                     | Matam, Saint-Louis, Tambacounda | Culturel | 2005 |                 | 2078 |       |                                     |        |
| Les tumulus de Cekeen                                                             | Diourbel                        | Culturel | 2005 |                 | 2079 |       | 14° 42′ nord, 15° 57′ ouest         |        |
| L'île de Karabane                                                                 | Ziguinchor                      | Culturel | 2005 |                 | 2075 |       | 12° 29′ 20″ nord, 16° 32′ 53″ ouest |        |
| Le lac Rose                                                                       | Dakar                           | Mixte    | 2005 |                 | 2080 |       | 17° 15′ nord, 14° 45′ ouest         |        |
| Parc national des îles de la Madeleine                                            | Dakar                           | Mixte    | 2005 |                 | 2077 |       | 14° 39′ 18″ nord, 17° 28′ 23″ ouest |        |